# IC 1241
IC 1241 ist eine Spiralgalaxie vom Hubble-Typ Sc? im Sternbild Drache am Nordsternhimmel. Sie ist schätzungsweise 220 Millionen Lichtjahre von der Milchstraße entfernt.
Das Objekt wurde am 19. Juli 1887 von Lewis Swift entdeckt.